# Vicenç Albert Ballester i Camps
Vicenç Albert Ballester i Camps (Barcelona, 18 september 1872 - el Masnou Maresme, 15 augustus 1938) was een zeeman en Catalaans nationalist. Hij wordt algemeen beschouwd als de ontwerper van de estelada, de vlag en het symbool van de Catalaanse beweging.
Hij begon als loods voor de koopvaardijvloot maar had al spoedig zijn eerste beroep verlaten om zich voltijds aan de Catalaanse zaak te wijden. In 1901 werd hij lid van het Foment Autonomista Català en voorzitter van La Reixa, een gewapende onafhankelijkheidsbeweging. Hij militeerde ook in de Associació Protectora de l'Ensenyança Catalana, de vereniging voor de bescherming van het Catalaanse onderwijs. In 1903 richtte hij het tijdschrift La Tralla op waarin hij zijn teksten ondertekende met de pseudoniemen VIC (Visca la independència de Catalunya (leve de Catalaanse onafhankelijkheid) of Vicime (Visca la independència de Catalunya i Mori Espanya) (leve de Catalaanse onafhankelijkheid en dood aan Spanje). Verder was hij actief in de Associació Nacionalista Catalana, schreef voor het tijdschrift van de Centre Autonomista de Dependents del Comerç i de la Indústria (CADCI), een vereniging van catalanistische zelfstandigen en winkeliers, en werd hij lid van de Unió Catalanista.
In 1918 werd hij een van de initiatiefnemers van het Comitè Pro Catalunya, die de aandacht van de wereld op de rol van de Catalaanse vrijwilligers aan de zijde van de geallieerde strijdkrachten wilde trekken om zo bijval voor de Catalaanse onafhankelijkheid te bereiken. Hij werkte mee aan de campagnes van Estat Català en Francesc Macià, maar distantieerde zich van de militaire inval vanuit Prats de Molló. Hij was van 1924 voorzitter van de Unió Catalanista tot die vereniging onder de dictatuur van Primo de Rivera verboden werd. Gedurende de Spaanse Burgeroorlog werkte hij met de Catalaanse publicaties uit Latijns-Amerika samen, zoals Ressorgiment uit Buenos Aires en La Nova Catalunya uit Havana. 
Hij is overleden in 1938, kort voor de franquistische staatsgreep en de militaire dictatuur zijn idealen tot in 1975 voor lange tijd onmogelijk maakte.

## Erkenning
Nadat de steden Vic en Girona in 2009 al een plein aan Ballester gewijd hadden, volgde in op 18 januari  2014 de stad Barcelona met een plein in de Ciutat Vella.